# Stoop (inhoudsmaat)
Een stoop is een grote bierpul, kruik of kan.
Als zodanig werd de stoop ook gebruikt als een inhoudsmaat voor natte waren, vooral wijn, sterke drank, bier en azijn. 1 stoop bedroeg ongeveer 2,4 liter. In één stoop gingen twee mengel of mingelen, ofwel 2½ kan. Vier stoop vormden een schreef. Erg veel uniformiteit was er echter niet: een anker was bijvoorbeeld 16 stoop in de omgeving van Den Haag en 13 stoop in de omgeving van Bergen op Zoom. Ook de inhoud van het anker kon van plaats tot plaats verschillen: van 36 tot 39,2 liter.
Als vele oude maten werd voor de stoop voor verschillende vloeistoffen ook een andere inhoud aangeduid. Voor melk was deze slechts 0,75 liter.

## Externe bron
- Oude maten
- Meertens Instituut